# Los Borgia
Los Borgia es una película dirigida en 2006 por el director español Antonio Hernández Núñez. Fue pensada como largometraje de cine y también, en una versión más larga, como serie para televisión. Antena 3 colaboró en la producción de esta película, que fue rodada a caballo entre España e Italia. En España se rodó en Navarra, Gandía y Valencia, mientras que en el país transalpino se rodó en Roma y sus alrededores.

## Sinopsis
Tras la muerte del papa Inocencio VIII, el cardenal español Rodrigo Borgia (Lluís Homar) es elegido Papa en el cónclave de 1492, donde adopta el nombre de Alejandro VI. Desde el primer momento, el nuevo Papa aplica la política del nepotismo, a su primogénito Juan (Sergio Muñiz), lo casa con María Enríquez de Luna para ganarse el favor de los Reyes Católicos y lo nombra comandante en jefe de los ejércitos pontificios, a César (Sergio Peris Mencheta) lo nombra cardenal de Valencia, para disgusto de este, a Jofré (Eloy Azorín) lo casa con Sancha de Aragón para ganarse el apoyo de la ciudad de Nápoles y a su hija pequeña, Lucrecia (María Valverde), la casa con Giovanni Sforza, bastardo de los Sforza.
Pero los conflictos no tardan en surgir, debido a los numerosos problemas que las matanzas de los Borgia ocasionan, y a la poca popularidad de estos entre las familias romanas, los cuales comienzan a difundir rumores sobre relaciones incestuosas que el Papa y César mantienen con Lucrecia. La separación de Lucrecia con Sforza no hace sino aumentar sus conflictos, eso desencadena la misteriosa muerte de Juan, lo cual afecta mucho al Papa y todo el mundo comienza a sospechar de César, como instigador del asesinato. Tras la muerte de Juan, César finalmente consigue lo que llevaba tiempo ansiando, que su padre le despoje del cardenalato y lo nombre comandante de los ejércitos pontificios. César inicia una campaña de conquistas por toda Italia para conquistar los dispersos reinos italianos en nombre de la Iglesia y el Papa. Lucrecia por su parte se casa con Alfonso de Aragón y Gazela, príncipe de Salerno tras su retiro en un convento.
César inicia sus campañas en Italia conquistando los divididos reinos en nombre del Papa, finalmente llega a la ciudad de Forli, que es defendida por Caterina Sforza (Paz Vega), tras tomar la ciudad, César captura a Caterina y la convierte en su amante a la fuerza. El Papa por su parte, ordena asesinar a Alfonso de Aragón, pese a las súplicas de su hija. La conquista de Forli más la amistad de César con el rey de Francia, hacen que César adquiera los títulos de duque de Valence y de la Romaña.
Durante un banquete celebrado en la casa de un cardenal, el Papa comienza a sentir fuertes dolores estomacales, y César al igual que el, caen gravemente enfermos. César logra reponerse pero Rodrigo Borgia queda muy deteriorado, y pronto muere. Tras los cónclaves y la temprana muerte de su sucesor, Pío III, es elegido Papa el cardenal Giuliano della Rovere, que era enemigo declarado de los Borgia y asciende al papado con el nombre de Julio II, este le encarga a César que se encuentre con el ejército español para combatir a los franceses, pero los españoles arrestan a César acusándole de asesinar a su hermano mayor. César es encerrado en la prisión de Medina del Campo pero logra escapar y huye hacia Navarra, su hermana Lucrecia, ya casada con el duque de Ferrara trata de ayudarle pero no puede, finalmente César muere durante una escaramuza con soldados españoles.

## Reparto
- Sergio Peris-Mencheta es César Borgia, Duque de Valentino y Duque de Romagna.
- Lluís Homar es Rodrigo Borgia, Papa Alejandro VI.
- María Valverde es Lucrecia Borgia.
- Paz Vega es Caterina Sforza.
- Ángela Molina es Vannozza Cattanei (madre de César, Juan, Lucrecia y Jofré).
- Sergio Muñiz es Juan Borgia, Duque de Gandía.
- Eloy Azorín es Jofré Borgia, Príncipe de Esquilarche.
- Roberto Álvarez es Johannes Burckardt (maestro de ceremonias).
- Linda Batista es Sancha de Aragón (esposa de Jofré, amante de Juan y César).
- Antonio Dechent es Micheletto Corella (amigo y mano derecha de César).
- Katy Saunders es Giulia Farnese (amante de Rodrigo).
- Roberto Enríquez es Paolo Orsini.
- Eusebio Poncela es el cardenal Giuliano della Rovere, Papa Julio II.
- Antonio Valero es el cardenal Ascanio Sforza.
- Diego Martín es Perotto (criado de Rodrigo, amante de Lucrecia, padre del niño Rodrigo).
- Antonio Hernández es el cardenal Giambattista Orsini.
- Giorgio Marchesi es Alfonso de Aragón y Gazela, príncipe de Salerno.
- Enrique Villén es Savonarola.
- Fabio Grassi es el cardenal Raffaele Riario.
- Lucía Jiménez es María Enríquez de Luna.
- Marco Bocci es Pedro Bembo.
- Miguel Ángel Muñoz es Ramón.
- Esther Ortega es Isabella.
- Javier Tolosa es Gonzalo Fernández de Córdoba.
- Benedetta Valanzano es Pentesilea.
- Massimo Vanni es Soldado.
- Federico Torre es Macellaio.

## Premios

### Goyas 2006
Entregados el 28 de enero de 2007.
| Categoría                     | Persona                                       | Resultado  |
| ----------------------------- | --------------------------------------------- | ---------- |
| Mejor montaje                 | Iván Aledo                                    | Candidato  |
| Mejor dirección artística     | Bárbara Pérez Solero María Stilde Ambruzzi    | Candidatas |
| Mejor dirección de producción | Eduardo Santana Ricardo García Gido Simonetti | Candidatos |
| Mejor diseño de vestuario     | Luciano Capocci                               | Candidato  |